# Szabolcsi Bence

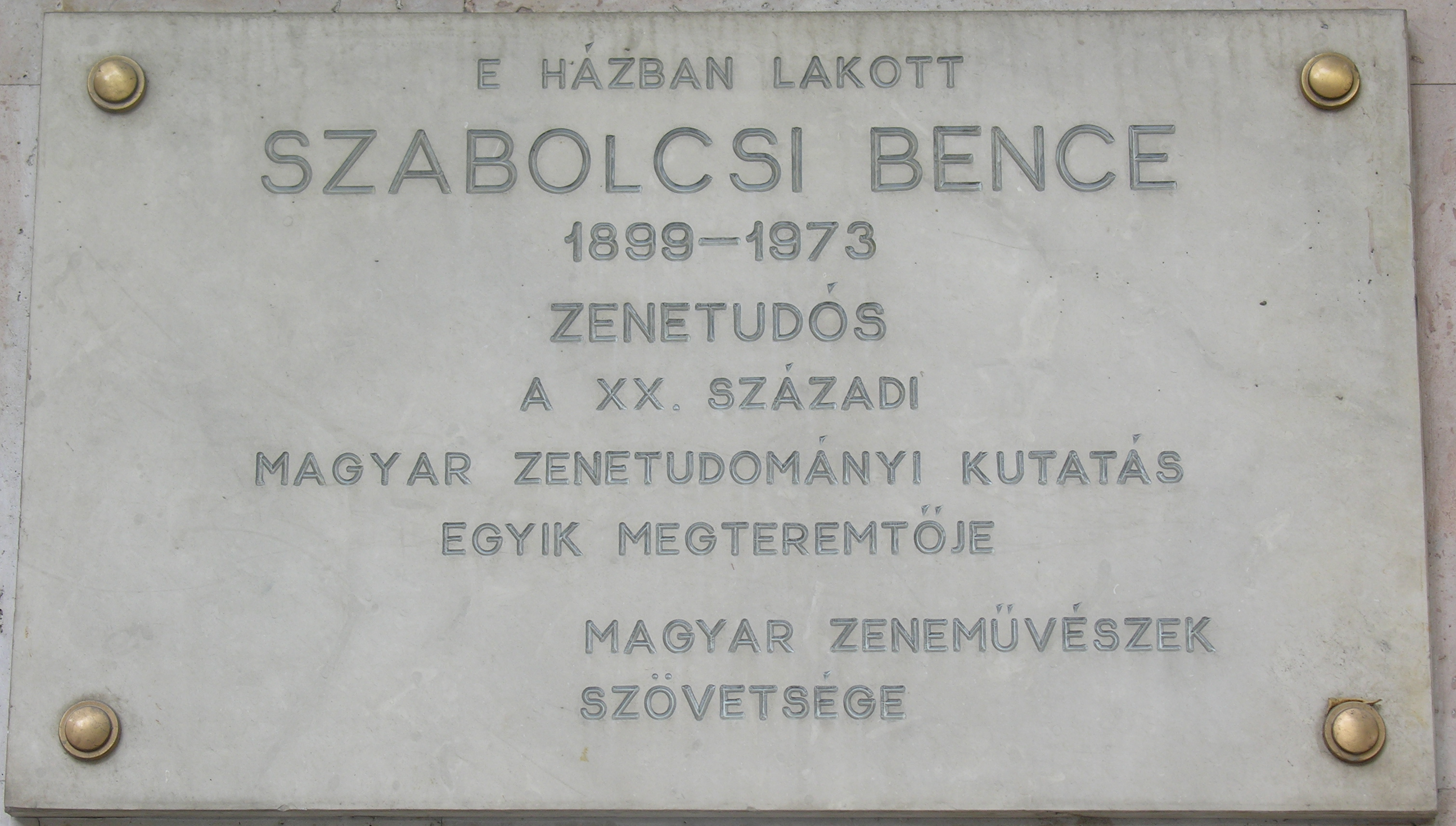
Emléktáblája egykori lakhelyén, a Budapest, Pozsonyi út 40. szám alatt

Szabolcsi Bence Győző (Budapest, 1899. augusztus 2. – Budapest, 1973. január 21.) kétszeres Baumgarten- és Kossuth-díjas, Herder-díjas zenetörténész, művészettörténész, a Magyar Tudományos Akadémia levelező (1948), majd rendes (1955) tagja. A magyar zenetudomány és zenetörténetírás nemzetközi rangú képviselője volt.

## Életútja
Szabolcsi Miksa újságíró és Boskovitz Matild gyermekeként született. Felsőfokú tanulmányait Budapesten kezdte, ahol 1917–1920 között jogot, irodalomtörténetet és filozófiát hallgatott. Ezzel párhuzamosan a Országos Magyar Királyi Zeneművészeti Főiskolán (a Zeneakadémián) Kodály Zoltánnál zeneszerzést tanult, de Siklós Albert és Weiner Leó előadásait is hallgatta. Később, 1921 és 1923 között a lipcsei egyetemen folytatta képzését, ahol Hermann Abert irányításával zenetudományt, Sigfrid Karg-Elertnél zeneszerzést tanult. Emellett művészettörténetet és történelmet is hallgatott, bölcsészdoktori oklevelét 1923-ban szerezte meg.
1925-ben Bécsben folytatott zenetörténeti kutatásokat, majd hazatérését követően 1927-től a Pesti Napló, ezzel párhuzamosan, 1928-tól 1944-ig a Győző Andor Könyvkiadó munkatársa volt. Időközben 1932–1933-ban ösztöndíjjal Bécsben folytatta zenetörténeti kutatásait. 1945-től a Liszt Ferenc Zeneművészeti Főiskolán oktatott zenetörténetet. 1951-ben Bartha Dénessel közösen megalapította a zenetörténész-képzés egyetlen magyarországi műhelyét, a zenetudományi tanszakot, melyet 1953-tól húsz éven át, haláláig irányított.
1961-ben alapította meg a Magyar Tudományos Akadémia (MTA) Bartók Archívumát, amely 1969-től az MTA Zenetudományi Intézeteként működött (2023 óta HUN-REN Bölcsészettudományi Kutatóközpont Zenetudományi Intézet). Szabolcsi alapításától 1973-ig igazgatóként irányította az intézetben folyó tudományos munkát.
A Farkasréti temetőben nyugszik.

## Családja

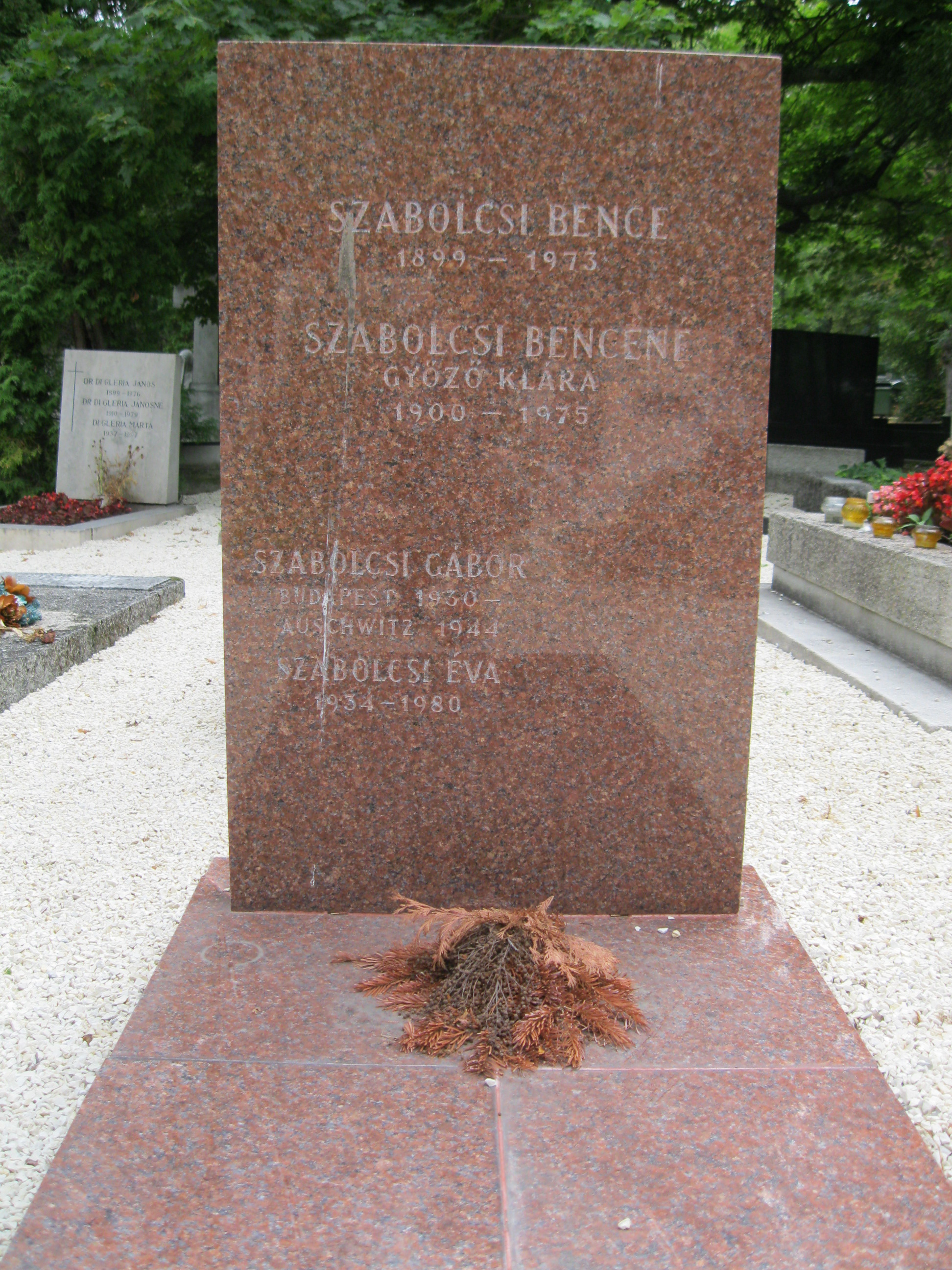
Sírja a Farkasréti temetőben

Szabolcsi Bence a magyar kultúrában kiemelkedő szerepet játszó Szabolcsi-dinasztia tagja volt. Apja, Szabolcsi Miksa (1857–1915) újságíró, bátyja Szabolcsi Lajos (1889–1943)|Szabolcsi Lajos]] író, költő és újságíró, a zsidó asszimiláció élharcosa volt. Lánya, Szabolcsi Éva (1934–1980) műfordító, irodalomtörténész és italianista, unokaöccse, Szabolcsi Miklós (1921–2000) – Lajos bátyjának fia – pedig irodalomtörténész, a jeles József Attila-kutató volt.
Felesége Győző Klára (1900–1975), Győző Adolf és Neu Gizella lánya volt, akivel 1928-tól annak haláláig élt együtt. Fiuk, a tízéves Gábor a holokauszt során életét vesztette. Az ő tragikus sorsát dolgozza fel Keszi Imre Elysium című regénye, a vészkorszak történéseinek első művészi színvonalú megörökítése. A könyvben a kisfiút sárga csillagja miatt hurcolják el csendőrök, amikor gyümölcsöt akart szedni egy kertben. Szülei és barátaik minden követ megmozgattak megmentéséért, de próbálkozásaik hiábavalóak: Gábor Auschwitzban előbb orvosi kísérletek alanya lett, majd a háború vége felé a gázkamrában lelte halálát.

## Munkássága

### Egyetemes zenetörténeti kutatásai
Szabolcsi Bence már lipcsei tanulmányai előtt megírta első összefoglaló munkáját Mozartról. Lipcsében, ahol a Bach-reneszánsz egyik központjában elmélyedhetett a barokk zeneszerző életművében, még régebbi zenetörténeti témák felé fordult. Doktori disszertációját – Benedetti és Saracini – Adalékok a monódia történetéhez – az 1580 körül megszülető új stílus, az új zenedrámához vezető út bemutatásának szentelte. A régizenével való foglalatoskodás irányította figyelmét a régi magyar zenetörténet addig feltáratlan forrásai felé: az 1920-as–1930-as években bejárta a Duna menti országokat, hogy összegyűjtse, közzétegye és elemezze a régi magyar zene történeti emlékeit. Útjainak eredményeként 1928 és 1954 között tíz alapvető tanulmányt írt a magyar zene történetéről, a középkortól a 19. századig. Ezek a tanulmányok később A magyar zene évszázadai (1959–1961) című gyűjteményes kötetekben jelentek meg. Ugyanennek az anyagnak más elvű, antológiaszerű összefoglalása A magyar zenetörténet kézikönyve (1947), amely a magyar zenetörténet egyetemi (zeneakadémiai) oktatásának alapkönyve is lett.
Az 1930-as évek közepétől Szabolcsi kiterjesztette kutatásait az egyetemes zenetörténet jelenségeinek és összefüggéseinek vizsgálatára. Ekkor jelentek meg olyan alapművei, mint a Bevezetés a zenetörténetbe (1936), A zene története (1940), Beethoven – Művész és műalkotás két korszak határán  (1947) és az Európai virradat – A klasszikus zene kialakulása Vivalditól Mozartig (1948). Míg a Bevezetés a zenetörténetbe – nagyszabású zenetörténeti összefoglalás, A zene története előkészítéseként – alapvetően módszertani kérdésekkel foglalkozott, addig A zene története és a Beethoven a legkorszerűbb szakirodalmi ismeretekre támaszkodva a zeneszerető nagyközönség számára íródott. Mindkét mű példaszerűen mutatja be Szabolcsi analitikus módszerét, amelyben az adott korszak zenei jellegzetességeinek szavakba öntése sűrű asszociációs hálóba épülő, gazdag képi világgal társul. Szabolcsi tudatosan ötvözte a szépírói magatartásformát a szakszerűség elvével.
Az Európai virradat eredetileg Vivaldi-életrajznak készült, nem függetlenül attól, hogy 1947-ben Szabolcsi több Vivaldi-concertót azonosított be olaszországi könyvtárakban. A mű végül azonban korképpé alakult át a bécsi klasszika születését megelőző időszakról. Ahogy lipcsei disszertációjában, úgy itt is a nagy, klasszikus korszakokat megelőző, előkészítő periódus foglalkoztatta. A Vivaldi-monográfia fontos előzménye volt A zenei földrajz alapvonalai (1938) című munkája, amely egy új módszertani megközelítést, a perifériák és határterületek szerepét vizsgálta a zenei stílusok kibontakozásában.  
Az Európai virradat lezárásával párhuzamosan és azzal szoros összefüggésben fordult Szabolcsi érdeklődése a dallamtörténeti kutatások felé. Kétirányú – „keleti” és „nyugati” – kutatásainak eredményeit monumentális szintézisbe foglalta A melódia története (1950) című fő művében, amely a Vivaldi-monográfiával együtt későbbi „zenei köznyelv”-koncepciójának kiindulópontját is képezte (A zenei köznyelv problémái, 1968). A zenei köznyelv olyan zenei elemekből áll össze, amelyek egy-egy kor sajátjai, és amelyekből a zeneszerzők ösztönösen merítenek. Ennek köszönhető, hogy egy-egy stílus a korban éppúgy, mint visszatekintve felismerhető és beazonosítható. Ezeket az elemeket az egyes generációkhoz tartozó zeneszerzők saját zenei nyelvükként használják. Nem kétséges, hogy a zenei köznyelv koncepciója szoros összefüggésben áll a Kodály-féle népzenei stílusok, illetve – későbbi fogalommal élve – típusok eszméjével: Szabolcsi a Kodály megfigyelte jelenségeket emelte át a magas zeneművészet szférájába.

### Magyar zenetörténeti kutatásai
Szabolcsi munkásságának más tekintetben is legfontosabb kiindulópontja egykori mestere, Kodály Zoltán gondolkodásmódja. Már az 1920-as évek elején számos jelentős tanulmányt jelentetett meg róla. Ezek az írások – Molnár Antal és Tóth Aladár egykorú tanulmányai és elemzései mellett – a legkorábbi Kodály-értelmezések közé tartoznak, mindazonáltal máig meghatározzák Kodály-képünket. Kodály-elemzéseinek legfontosabb vezérmotívuma a „pótlás” eszméje, azaz hogy kompozícióival Kodály a nem létező, elpusztult magyar zenetörténetet kívánta pótolni, ezért idéz zenetörténeti emlékeket és ezért használja fel műveiben a magyar népzenét. Kodályhoz fűződő viszonyát dokumentálja Szabolcsi életének utolsó publikációja, az 1972-es Úton Kodályhoz című esszésorozat. Kodály iránti elkötelezettsége vezette el Bartók Béla művészetéhez is, amelyet az 1940-es évektől kezdve egyre intenzívebben elemzett. Szabolcsi írta az első, tudományos hitelű magyar Bartók-életrajzot (1955). Az 1940-es évek második felében a Zeneakadémián tartott Bartók-szemináriumai egy egész zeneszerző-nemzedék, többek között Ligeti György és Kurtág György számára jelentetettek minden másnál meghatározóbb kiindulópontot.
A régi magyar zenetörténet, Mozart, Haydn, Beethoven, Bach és az új magyar zene mellett életének utolsó szakaszában új kutatási területként jelent meg műhelyében Liszt Ferenc életműve (Liszt Ferenc estéje, 1956). Jelentős számú tanulmányt írt a zsidó zenéről is, ezek halála után jelentek meg Zsidó kultúra és zenetörténet címen (1999, szerkesztette Komoróczy Géza).
Kutatásainak két fő területét egy-egy hanglemez-antológia formájában is közreadta: Musica Hungarica (1965), Musica mundana (1975). A Szabolcsi-életmű kiadása Bónis Ferenc szerkesztésében 1977-ben indult meg, de az ötödik kötet 81987) után megszakadt.

### Szerkesztői tevékenysége
Szabolcsi Bence szerkesztői tevékenysége is jelentős volt a magyar zenetudományi publikációk terén. 1926-tól 1929-ig a Zenei Szemle társszerkesztője volt, majd 1930–1931-ben Tóth Aladárral közösen szerkesztették a Zenei lexikont. Később több zenetudományi folyóirat szerkesztőbizottsági tagja is volt: 1950 és 1956 között az Új Zenei Szemléé, 1960-tól 1973-ig a Magyar Zenéé, haláláig pedig a Studia Musicologicáé. Utóbbinak Kodály Zoltán 1967-es halála után főszerkesztője lett. Bartha Dénessel együtt szerkesztették a Zenetudományi tanulmányok (1953–1962) című tízkötetes könyvsorozatot.

### Társasági tagságai és elismerései
1948-ban a Magyar Tudományos Akadémia levelező, 1955-ben rendes tagjává választották. Részt vett a tudományos testület Zenetudományi Bizottságának munkájában, előbb titkárként, majd 1951-től elnökként. 1955–1956-ban az I. Osztály elnöke volt, 1961–1964 között az akadémiai elnökség munkájában is részt vett. Zenei közéleti tevékenysége meghatározó szerepet játszott a magyar zenetörténeti kutatások alakulásában 1945 után. 1951 és 1956, valamint 1959 és 1961 között a Magyar Zeneművészek Szövetségének elnöke volt. Kodály Zoltánéval összemérhető tekintélye tette lehetővé, hogy társutasként formálja a magyar zenetudományt és zeneéletet. Nemzetközi szinten is elismerték munkásságát, számos társaság tagjává választották: 1936-ban a londoni Royal Asiatic Society of Great Britain and Ireland, 1938-ban a bázeli Nemzetközi Zenetudományi Társaság, 1940-ben a Nemzetközi Népzenei Tanács, 1955-ben a bécsi Társaság az Ausztriai Zenei Emlékek Kiadásáért, 1960-ban a helsinki Kalevala Társaság, 1962-ben a velencei Európai Kulturális Társaság, 1963-ban a hallei Georg Friedrich Händel Társaság , 1968-ban a brüsszeli Vivaldi Társaság, a kasseli Nemzetközi Heinrich Schütz Társaság , továbbá a lengyel–magyar kapcsolatok ápolását célul tűző Magyar Mickiewicz Társaság.
Tudományos eredményei elismeréseként 1933-ban Baumgarten-jutalmat, 1947-ben Baumgarten-díjat kapott, később ugyancsak kétszeres díjazottja lett a Kossuth-díjnak (1951, 1965). 1971-ben a hamburgi Alfred Toepfer Alapítvány Herder-díját vehette át.

## Emlékezete
Nevét viseli a kiemelkedő zenetudományi és zenei ismeretterjesztő tevékenységért évente odaítélt állami kitüntetés, a Szabolcsi Bence-díj. A Magyar Tudományos Akadémia székházában 2023. január 23-án emlékülést rendeztek tiszteletére.
Róla nevezték el a Szabolcsi Bence Zeneiskolát (Budapest, V. kerület, Vármegye utca 9.), valamint a nyergesújfalui Szabolcsi Bence Alapfokú Művészeti Iskolát. A fővárosban, Káposztásmegyeren emlékét őrzi egy róla elnevezett tér.

## Főbb művei

### 1945-ig
- Mozart. Kísérlet; Dick, Budapest, 1921
- A XVII. század magyar főúri zenéje; Franklin Nyomda, Budapest, 1928 (Magyar zenei dolgozatok)
- A középkori magyar énekmondók kérdéséhez; Egyetemi Nyomda, Budapest, 1928
- Tinódi Sebestyén dallamai; Pesti Nyomda, Budapest, 1929
- Tinódi zenéje. Tinódi dallamok hasonmásával és átirataival; Tipográfiai Műintézet Nyomdája, Budapest, 1929 (Magyar zenei dolgozatok)
- A 18. század magyar kollégiumi zenéje; Budapest, 1930 (Magyar zenei dolgozatok)
- Zenei lexikon 1–2.; szerk. Szabolcsi Bence–Tóth Aladár; Győző Andor, Budapest, 1930-1931
- A XVI. század magyar históriás zenéje. A Hofgreff-énekeskönyv dallamainak kritikai kiadásával; Pallas, Budapest, 1931 (Magyar zenei dolgozatok)
- A magyar zene története rövid összefoglalásban a magyar zenetörténet irodalmának áttekintésével; Somló Béla, Budapest, 1934 (Népszerű zenefüzetek)
- Népvándorláskori elemek a magyar népzenében; Egyetemi Nyomda, Budapest, 1935
- Pótlás a zenei lexikonhoz; szerk. Szabolcsi Bence–Tóth Aladár; Győző Andor, Budapest, 1935
- Bevezetés a zenetörténetbe; Franklin, Budapest, 1937 (Kultúra és tudomány)
- Egyetemes művelődéstörténet és ötfokú hangsorok; Magyar Néprajzi Társaság, Karcag, 1937 (Az „Ethnographia” füzetei)
- A zene története; Rózsavölgyi, Budapest, 1940
- Szabolcsi Bence–Tóth Aladár: Mozart élete és művei; Győző Andor, Budapest, 1941
- Daloskönyv az izraelita ifjúság számára. 174 magyar és héber dallam hangjegyével és szövegével; szerk. Káldi László, Szabolcsi Bence; Singer és Wolfner, Budapest, 1942

### 1945 után
- Régi muzsika kertje. Kétezer év kínai, görög, latin, francia, angol, olasz, német, orosz, magyar irodalmából összeválogatta Szabolcsi Bence; Márk Tivadar rajzaival; Magyar Kórus, Budapest, 1946
- Beethoven. Művész és műalkotás két korszak határán. Hangjegypéldákkal; Új idők, Budapest, 1947
- A magyar zenetörténet kézikönyve; szerk. Szabolcsi Bence; Magyar Kórus, Budapest, 1947 (A zenetörténet kézikönyvei)
- A régi nagykultúrák dallamosság. Az ötfokúságtól a diatonáig; szerzői, Budapest, 1947
- Dolgozók hangversenykalauza; írta a Bartók Béla Szöv. Munkás-karnagyképző Iskolájának Munkaközössége; szerk. Szabolcsi Bence; Népszava, Budapest, 1949
- Európai virradat. A klasszikus zene kialakulása Vivalditól Mozartig; Új Idők, Budapest, 1949
- A melódia története. Vázlatok a zenei stílus múltjából; Cserépfalvi, Budapest, 1950
- A XVII. század magyar világi dallamai; Akadémiai, Budapest, 1951
- A XIX. század magyar romantikus zenéje. Hangjegyfüggelékkel; Zeneműkiadó, Budapest, 1951
- Adatok az új magyar népdalstílus történetéhez; szerzői, Budapest, 1951
- Arany János népdalgyűjteménye. Közzéteszi Kodály Zoltán, Gyulai Ágost; szerk. Szabolcsi Bence; Akadémiai, Budapest, 1952
- A művész és közönsége. Zeneszerző, társadalom és zenei köznyelv a polgári korszak küszöbén; Zeneműkiadó, Budapest, 1952
- Emlékkönyv Kodály Zoltán 70. születésnapjára; szerk. Szabolcsi Bence, Bartha Dénes; Akadémiai, Budapest, 1953 (Zenetudományi tanulmányok)
- Liszt Ferenc és Bartók Béla emlékére; szerk. Szabolcsi Bence, Bartha Dénes; Akadémiai, Budapest, 1954 (Zenetudományi tanulmányok)
- Népzene és történelem. Tanulmányok; Akadémiai, Budapest, 1954
- A magyar zene történetéből; szerk. Szabolcsi Bence, Bartha Dénes; Akadémiai, Budapest, 1955 (Zenetudományi tanulmányok)
- Szabolcsi Bence: Bartók Béla élete; Bónis Ferenc: Bartók élete képekben; Zeneműkiadó, Budapest, 1956
- Liszt Ferenc estéje; Zeneműkiadó, Budapest, 1956
- Régi muzsika kertje. Kétezer év irodalmából; vál. Szabolcsi Bence; 2., bőv. kiad.; Zeneműkiadó, Budapest, 1957
- W. A. Mozart emlékére; szerk. Szabolcsi Bence, Bartha Dénes; Akadémiai, Budapest, 1957 (Zenetudományi tanulmányok)
- Zenetudományi tanulmányok Kodály Zoltán 75. születésnapjára; szerk. Szabolcsi Bence, Bartha Dénes; Akadémiai, Budapest, 1957 (Zenetudományi tanulmányok)
- Szabolcsi Bence: Bartók Béla élete; Bónis Ferenc: Bartók élete képekben; 2. bőv. kiad.; Zeneműkiadó, Budapest, 1958
- Bartók Béla megjelenése az európai zeneéletben. 1914–1926. Liszt Ferenc hagyatéka; szerk. Szabolcsi Bence, Bartha Dénes; Akadémiai, Budapest, 1959 (Zenetudományi tanulmányok
- Vers és dallam. Tanulmányok a magyar irodalom köréből; Akadémiai, Budapest, 1959
- A magyar zene évszázadai 1–2.; sajtó alá rend. Bónis Ferenc; Zeneműkiadó, Budapest, 1959–1961
- Haydn emlékére; szerk. Szabolcsi Bence, Bartha Dénes; Akadémiai, Budapest, 1960 (Zenetudományi tanulmányok)
- Az opera történetéből; szerk. Szabolcsi Bence, Bartha Dénes; Akadémiai, Budapest, 1961 (Zenetudományi tanulmányok)
- Bartók Béla emlékére; szerk. Szabolcsi Bence, Bartha Dénes; Akadémiai, Budapest, 1962 (Zenetudományi tanulmányok)
- A válaszút és egyéb tanulmányok; Akadémiai, Budapest, 1963
- A művész és közönsége; 2., bőv. kiad.; Zeneműkiadó, Budapest, 1964
- Szabolcsi Bence–Tóth Aladár: Zenei lexikon 1–3.; átdolg., új kiad.; Zeneműkiadó, Budapest, 1965
- A zenei köznyelv problémái. A romantika felbomlása; Akadémiai, Budapest, 1968 (Korunk tudománya)
- Beethoven. Művész és műalkotás két korszak határán; 4. átdolg. kiad.; Gondolat, Budapest, 1970
- Úton Kodályhoz; Zeneműkiadó, Budapest, 1972
- Vers és dallam. Tanulmányok a magyar irodalom köréből; 2. bőv. kiad.; Akadémiai, Budapest, 1972
- Bevezetés a zenetörténetbe; Zeneműkiadó, Budapest 1977 (Szabolcsi Bence művei, 1.)
- A magyar zenetörténet kézikönyve; sajtó alá rend. Bónis Ferenc; 3. átdolg. kiad.; Zeneműkiadó, Budapest, 1979 (Szabolcsi Bence művei, 2.)
- Európai virradat. A klasszikus zene kialakulása Vivalditól Mozartig; 3. rev. kiad.; Zeneműkiadó, Budapest, 1982 (Szabolcsi Bence művei)
- A zene története. Az őskortól a XIX. század végéig; 6. rev. kiad.; Zeneműkiadó, Budapest, 1984 (Szabolcsi Bence művei, 4.)
- Kodályról és Bartókról; közread. Bónis Ferenc; Zeneműkiadó, Budapest, 1987 (Szabolcsi Bence művei)
- Zsidó kultúra és zenetörténet. Tanulmányok; sajtó alá rend. Kroó György, szerk. Komoróczy Géza, szöveggondozás és bibliográfia Wilheim András; Osiris–MTA Judaisztikai Kutatócsoport, Budapest, 1999 (Hungaria Judaica, 13.)
- Szabolcsi Bence válogatott írásai; szerk. Wilheim András; Typotex, Budapest, 2003
- Arany János népdalgyűjteménye. Közzéteszi Kodály Zoltán, Gyulai Ágost; hasonmás kiad.; szerk. Szabolcsi Bence; Kodály Archívum–Argumentum, Budapest, 2011